# 西佩罗拉
西佩罗拉是巴西巴拉那州的一个市镇。总面积206.048平方公里，总人口7222人，人口密度35.1人/平方公里。